# E-mote
E-mote（エモート）は、M2が開発した、イラストを立体的にアニメーションさせる技術、および開発ツールの名称である。なお、名称は「Emotional Motion Technology」の略。

## 概要
キャラクターの立ち絵で、表情やポーズなどのアニメーションを簡単に作成することができる。例えば表情をアニメーションさせる場合、通常は口パク・目パチ・眉毛など様々な差分パターン画像を用意しなければならないが、E-moteでは目・口・眉などの各パーツを変形させてパターンを作るため、少ない画像素材で簡単にアニメーションが作成できる。各パーツについて、物理挙動（硬さ・重さ・揺れ具合）、風や角度の影響、変形遷移・円形クランプなど、様々な設定が可能。また「男子正面」「女子正面」などのテンプレートがあらかじめ用意されており、立ち絵画像をそのテンプレートに当てはめることで、すぐに立体的なアニメーションとして動かすことができる。
また、開発元のM2は、E-moteをベースとした機能限定版のツール、E-mote Free Movie Maker（通称・えもふり）も無償で公開している。

## 開発の経緯
M2では以前から、アクションゲームのキャラクターやユーザーインターフェイスの制作ツールを社内で開発していた。『魂斗羅ReBirth』や『ドラキュラ伝説 ReBirth』の開発で使用したモーションエディターをベースに、アドベンチャーゲームのキャラクターを動かすことに特化した技術として「E-mote」が開発された。
開発のきっかけはういんどみるからの「動く立ち絵」についての相談で、2012年11月30日に発売された『ウィッチズガーデン』（ういんどみるOasis）で正式に導入された。『ウィッチズガーデン』開発時にはまだE-mote用のUIツールが無く、元々のモーションエディターを使って開発していたが、そのままでは複雑で操作が難しいため、キャラクター作成に必要な機能だけを搭載した専用ツール「E-mote Lite」が開発された。
なお、E-moteの技術には、雪などの背景パーティクルを動かす機能もあるが、これらの背景テンプレートについては今後E-mote Liteに組み込まれる予定。

## 歴史
- 2012年12月 - E-mote技術のライセンス提供を開始[2]。
- 2013年
  - 2月5日 - 専用ツール「E-mote Lite」の試用版を公開[7]。
  - 4月4日 - E-mote Liteの正式版を提供開始[3]。
- 2014年
  - 6月9日 - E-mote 3.0を正式リリース。Adobe PhotoshopのPSD画像からの一括インポート、吉里吉里2やUnity Proへの対応、インディーズライセンスの提供など[1][8]。
  - 6月27日 - E-mote Free Movie Maker（通称「えもふり」）をリリース。アニメーションGIF・連番PNG・WMV動画ファイル出力に特化した簡易版で、個人利用のみで無償ダウンロード提供[9][4]。

## 対応プラットフォーム
（出典：）
- Windows
  - DirectX
  - 吉里吉里2 / KAG3
  - YU-RIS
- iOS
  - iOS SDK
  - Unity Pro
- Android
  - NDK
  - NativeActivity
  - Unity Pro
- PlayStation 4
- PlayStation 3
- PlayStation Vita
- PlayStation Portable
- Nintendo Switch
- ニンテンドー3DS

## 採用作品

### アプリ
- とーきんがーるずっ！SECOND (WANIMAGAZINE)[11]
- 逆転吉原 (ディースリー・パブリッシャー)[11]
- マフィアモーレ☆ (エイタロウソフト)[11]
- ルミナスハーツS (エイタロウソフト)[11]
- モン娘☆は～れむ (フリュー)[11]
- 私がお世話してあげる！ (エイタロウソフト)[11]
- 山の手男子 (エイタロウソフト)[11]
- グラフィティスマッシュ (バンダイナムコ)[11]
- 天華百剣-斬- (DeNA)[11]
- 電撃文庫：零境交錯 (テンセント)[11]
- Obey Me!(NTTソルマーレ)[11]
- Moe! Ninja Girls RPG (NTTソルマーレ)[11]

### 家庭用ゲーム
- ロストディメンション(フリュー)[11]
- 電撃文庫 FIGHTING CLIMAX（セガ）[11]
- プラスティック・メモリーズ（5bp.）[11]

- Song of Memories（Future Tech Lab）[11]
- 電脳戦機バーチャロン×とある魔術の禁書目録 とある魔術の電脳戦機（セガ）[11]
- Tokyo School Life（Dogenzaka Lab）[11]
- NekoMiko（qureate）[11]
- 異世界酒場のセクステット Vol.1（qureate）[11]

### アーケードゲーム
- 電撃文庫 FIGHTING CLIMAX（セガ）[11]
- 電撃文庫 FIGHTING CLIMAX IGNITION（セガ）[11]

- イロドリミドリ（セガ）[11]

### ブラウザゲーム
- 戦国武将姫 MURAMASA 乱（GMOゲームポット）[11]
- ジェミニシード（合同会社DMM GAMES）[11]

### Windows用ゲーム
- Go!Go!Nippon!（MangaGamer）[11]
- Malus Code（Dogenzaka Lab）[11]
- ネコぱら（NEKO WORKs）[11]
- 剣と幻想のアカデミア（TECHNOFRONEX ）[11]
- NinNinDays（qureate）[11]
- TroubleDays（qureate）[11]
- くっころでいず（qureate）[11]

### その他
- ふれあえるシアンちゃん（サンリオとの共同開発・サンリオアニメストアにて公開展示）[12]
- E-mote Communicator まいてつ（Loseとの共同開発・秋葉原ソフマップSM館にて公開展示）[13]
- E-mote Communicator ケッコンVR（ポップアップストア in AKIBAにて公開展示）[14]
- TIGER & BUNNY 10th Anniversary in NAMJATOWN インタラクティブカフェ[15]

### アダルト作品
- ウィッチズガーデン（ういんどみるOasis）[16]
- Electro Arms -Realize Digital Dimension-（light）[16]
- はぴねす！えもーしょん（ういんどみるOasis）[16]
- ひまわり!! -あなただけを見つめてる-（sweetlight）[16]
- もしも用務員のおじさんが催眠を覚えたら…(ANIM)[16]
- 七姫コレクション Princess Collection(ANIM)[16]
- ラウテスアルタクス(HexenHaus)[16]
- 妻の媚肉を弄る父の太い指(ANIM)[16]
- PRETTY×CATION2(ぐみそふと)[16]
- 先輩と上司と後輩の奥さんを身も心も寝取る(ANIM)[16]
- 淫らな魔法使いと救性主(INTERHEART)[16]
- 天気雨(ぐみそふと)[16]
- いつまでも息子のままじゃいられない！２(ANIM)[16]
- アマカノ~Second Season~(あざらしそふと)[16]
- 牝堕ち巨乳妻は俺のモノ(ANIM)[16]
- いつまでも息子のままじゃいられない！３(ANIM)[16]
- まいてつ（lose）[16]
- はらかつ！(INTERHEART)[16]
- PURELY×CATION(hibiki works)[16]
- Clover day’s plus(ALcot)[16]
- 壁の向こうの妻の嬌声２(ANIM)[16]
- コロナ･ブロッサム（フロントウイング）[16][17]
- メス堕ち！魅惑の人妻ライフ(ANIM)[16]
- 初恋サンカイメ(ういんどみる)[16]
- 新妻 LOVELYxCATION(hibiki works)[16]
- 妻の肉穴にホームステイするマッチョ留学生(ANIM)[16]
- ピュアソングガーデン!(PULLTOP)[16]
- 僕に抱かれ喘ぐ妻は、他の男に抱かれた話を紡ぐ(ANIM)[16]
- 神待ちサナちゃん(Frill)[16]
- Missing-X-Link(Fluorite)[16]
- 駄作 〜アリスとクロエ、結ばれる日〜(CYCLET[18])